# Szútor
Szútor (szlovákul Sútor) község Szlovákiában, a Besztercebányai kerület Rimaszombati járásában.

## Fekvése
Rimaszombattól 15 km-re, délkeletre fekszik.

## Története
1410-ben "Zutor" alakban említik először, de valószínűleg már sokkal korábban keletkezett. Balog várának tartozéka volt, majd a murányi váruradalomhoz tartozott. 1566-ban és 1567-ben elpusztította a török. 1828-ban 58 házában 428 lakos élt, akik főként mezőgazdasággal foglalkoztak. A Coburg hercegi család tulajdonában állt. Lakói egykor pipaszár és seprőkészítéssel is foglalkoztak. A falunak kénes forrásai voltak.
Vályi András szerint "SZÚTOR. Magyar falu Gömör Várm. földes Ura Gr. Koháry Uraság, lakosai külömbfélék, fekszik Dobótzhoz nem meszsze, mellynek filiája; határja középszerű, erdője van."
Fényes Elek szerint "Szutor, magyar falu, Gömör és Kis-Honth egyesült vármegyékben, Rimaszombathoz keletre 1 mfd. 32 kath., 459 ref. lak., ref. anya templommal, derék erdővel, s jó szántóföldekkel. F. u. h. Coburg."
Gömör-Kishont vármegye monográfiája szerint "Szutor, a feled–miskolczi vasútvonal mentén fekvő magyar kisközség, 82 házzal és 346 ev. ref. vallású lakossal. Hajdan Balogvár tartozéka volt és e vár többi birtokainak sorsában osztozott. Most a Coburg herczegi családnak van itt nagyobb birtoka. Említésre méltó a község határában lévő kénes forrás. A lakosok a pipaszár- és seprőkészítést háziiparként űzik. Református temploma 1810-ben épült. Ide tartozik Tehány puszta, mely 1411-ben a Bátkay család birtoka. 1460-ban a balogvári birtokok közé kerül. A község postája Jánosi, távírója Rimaszombat, vasúti állomása Dobócza."
A trianoni békeszerződésig Gömör-Kishont vármegye Feledi járásához tartozott. 1938 és 1945 között újra Magyarország része.

## Népessége
| Év:            | 1994. | 2004.    | 2014.    | 2024.    |
| -------------- | ----- | -------- | -------- | -------- |
| Emberek száma: | 333   | 445      | 555      | 692      |
| Eltérés:       |       | +33,63 % | +24,71 % | +24,68 % |

| Év:            | 2023. | 2024.   |
| -------------- | ----- | ------- |
| Emberek száma: | 686   | 692     |
| Eltérés:       |       | +0,87 % |

1910-ben 321-en, túlnyomórészt magyarok lakták.
2011-ben 514 lakosából 420 cigány, 65 magyar és 18 szlovák.
2021-ben 649 lakosából 39 szlovák, 535 (+21) magyar, 57 (+508) cigány, 2 egyéb és 16 ismeretlen nemzetiségű.

## Nevezetességei
Református temploma 1810-ben épült.

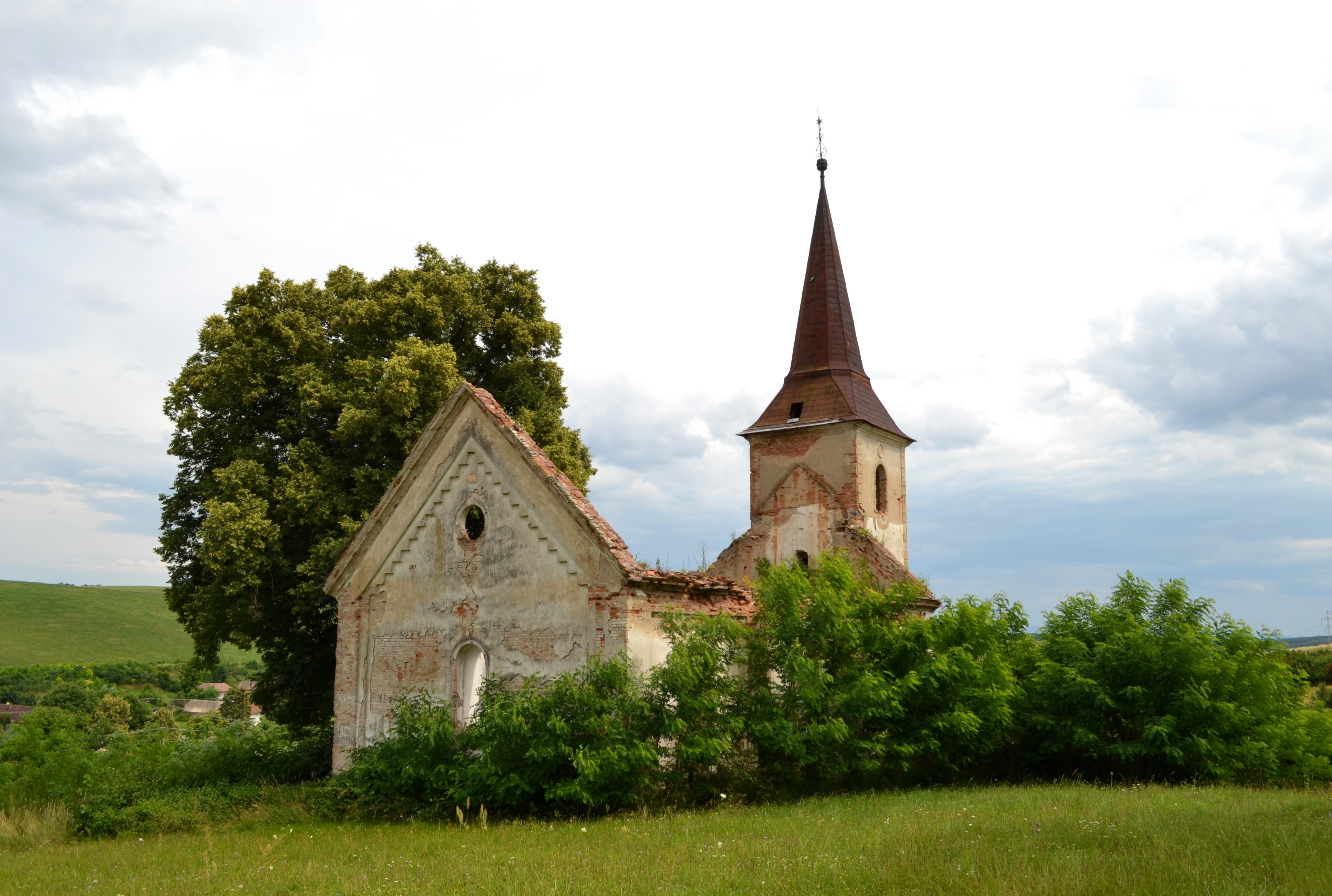
Református templom

## Külső hivatkozások
- E-obce.sk Archiválva 2008. november 2-i dátummal a Wayback Machine-ben
- Községinfó
- Szútor Szlovákia térképén